# Mässcupfinalen 1967
Mässcupfinalen 1967 var den nionde finalen i ordningen av Mässcupen. Den spelades över två matcher med den första matchen den 30 augusti och returmatchen den 7 september 1967 mellan dåtida jugoslaviska och nuvarande kroatiska Dinamo Zagreb och engelska Leeds United FC. Det var första gången Leeds figurerade i en europeisk cupfinal emedan det var den andra Mässcupfinalen för Dinamo som tidigare var förlorande lag i 1963 års final. Dinamo vann den första matchen i Zagreb med 2-0 och returmatchen i Leeds slutade 0-0, sammanlagt 2-0 till Dinamo som därmed vann Mässcupen för första gången.

## Matchsammandrag

### Första matchen i Zagreb
Den första matchen av finalen spelades i Zagreb den 30 augusti 1967. Leeds hade mönstrat ett lag med fokus på försvar och med Belfitt som ensam på topp. Dinamo hade ett stort bollinnehav och passade runt bollen på mittfältet, men Leeds försvarade sig skickligt och kontrollerade matchen väl och skapade de bättre chanserna på sina kontringar. Men i 39:e minuten lyckades Piric ta sig fram på högerkanten och han slog ett inlägg som Čerček nickade förbi en chanslös Sprake i Leedsmålet. I andra halvleks början skapade Leeds ett par bra chanser att kvittera utan att lyckas, tvärtom var det Dinamo som utökade sin ledning i 59:e minuten på ett skott från Rora. Under resten av matchen var Dinamo närmare ett tredje mål än en reducering för Leeds. Det blev inga fler mål i matchen utan Dinamo vann välförtjänt med 2-0.

### Andra matchen (returmatchen) i Leeds
Returmatchen spelades i Leeds den 6 september 1967 och Leeds mönstrade ännu en gång en relativt defensiv uppställning, men trots det sätter de press på Dinamo från första minuten. Laget saknade dock kreativitet och anfallsspelet blev stereotypt med mycket långbollar in mot straffområdet. 
Leeds pressade på men lyckades aldrig bryta igenom Dinamos försvar trots ett kompakt spelövertag och matchen slutade mållös.
Därmed vann Dinamo finalen med 2-0 sammanlagt.

## Matchfakta

### Första matchen
|  | 30 augusti 1967 | Dinamo Zagreb       | 2 – 0           | Leeds United | Maksimir, Zagreb                                      |                                                       |
|  |                 | Čerček 39′ Rora 59′ | (1 – 0) Rapport |              | Publik: 32 000 Domare: Adolfo Bueno Perales (Spanien) | Publik: 32 000 Domare: Adolfo Bueno Perales (Spanien) |
|  |                 |                     |                 |              | Publik: 32 000 Domare: Adolfo Bueno Perales (Spanien) | Publik: 32 000 Domare: Adolfo Bueno Perales (Spanien) |
|  |                 |                     |                 |              | Publik: 32 000 Domare: Adolfo Bueno Perales (Spanien) | Publik: 32 000 Domare: Adolfo Bueno Perales (Spanien) |

| Dinamo Zagreb | Leeds United |

| DINAMO ZAGREB: |    |                 |
|                |    |                 |
| MV             | 1  | Zlatko Škorić   |
| HB             | 2  | Branko Gračanin |
| VB             | 3  | Marijan Brnčić  |
| MF             | 4  | Rudolf Belin    |
| CH             | 5  | Mladen Ramljak  |
| MF             | 6  | Filip Blašković |
| MF             | 7  | Marijan Čerček  |
| MF             | 8  | Danial Pirić    |
| FW             | 9  | Slaven Zambata  |
| FW             | 10 | Josip Gucmirtl  |
| MF             | 11 | Krasnodar Rora  |
| Manager:       |    |                 |
| Ivan Horvat    |    |                 |

| LEEDS UNITED: |    |               |
|               |    |               |
| MV            | 1  | Gary Sprake   |
| HB            | 2  | Paul Reaney   |
| VB            | 3  | Terry Cooper  |
| MF            | 4  | Billy Bremner |
| CH            | 5  | Jack Charlton |
| CH            | 6  | Norman Hunter |
| MF            | 7  | Mick Bates    |
| MF            | 8  | Peter Lorimer |
| FW            | 9  | Rod Belfitt   |
| FW            | 10 | Eddie Gray    |
| FW            | 11 | Mike O'Grady  |
| Manager:      |    |               |
| Don Revie     |    |               |

### Returmatchen
|             | 6 september 1967 | Leeds United | 0 – 0           | Dinamo Zagreb | Elland Road                                        |                                                    |
| 19:30 (BST) | 19:30 (BST)      |              | (0 – 0) Rapport |               | Publik: 35 604 Domare: Antonio Sbardella (Italien) | Publik: 35 604 Domare: Antonio Sbardella (Italien) |
| 19:30 (BST) | 19:30 (BST)      |              |                 |               | Publik: 35 604 Domare: Antonio Sbardella (Italien) | Publik: 35 604 Domare: Antonio Sbardella (Italien) |
| 19:30 (BST) | 19:30 (BST)      |              |                 |               | Publik: 35 604 Domare: Antonio Sbardella (Italien) | Publik: 35 604 Domare: Antonio Sbardella (Italien) |

| Leeds United | Dinamo Zagreb |

| LEEDS UNITED: |    |                 |
|               |    |                 |
| MV            | 1  | Gary Sprake     |
| HB            | 2  | Willie Bell     |
| VB            | 3  | Terry Cooper    |
| MF            | 4  | Billy Bremner   |
| CH            | 5  | Jack Charlton   |
| CH            | 6  | Norman Hunter   |
| MF            | 7  | Paul Reaney     |
| MF            | 8  | Rod Belfitt     |
| FW            | 9  | Jimmy Greenhoff |
| FW            | 10 | John Giles      |
| FW            | 11 | Mike O'Grady    |
| Manager:      |    |                 |
| Don Revie     |    |                 |

| DINAMO ZAGREB: |    |                 |
|                |    |                 |
| MV             | 1  | Zlatko Škorić   |
| HB             | 2  | Branko Gračanin |
| VB             | 3  | Marijan Brnčić  |
| CH             | 4  | Rudolf Belin    |
| CH             | 5  | Mladen Ramljak  |
| MF             | 6  | Filip Blašković |
| MF             | 7  | Marijan Čerček  |
| MF             | 8  | Danial Pirić    |
| FW             | 9  | Slaven Zambata  |
| FW             | 10 | Josip Gucmirtl  |
| FW             | 11 | Krasnodar Rora  |
| Manager:       |    |                 |
| Ivan Horvat    |    |                 |

Dinamo Zagreb vann med 2-0 sammanlagt